# Parc Heller
Le parc Heller est un parc de 9,6 hectares située sur le territoire de la commune d'Antony dans les Hauts-de-Seine, deuxième par sa taille après le parc de Sceaux.

## Histoire

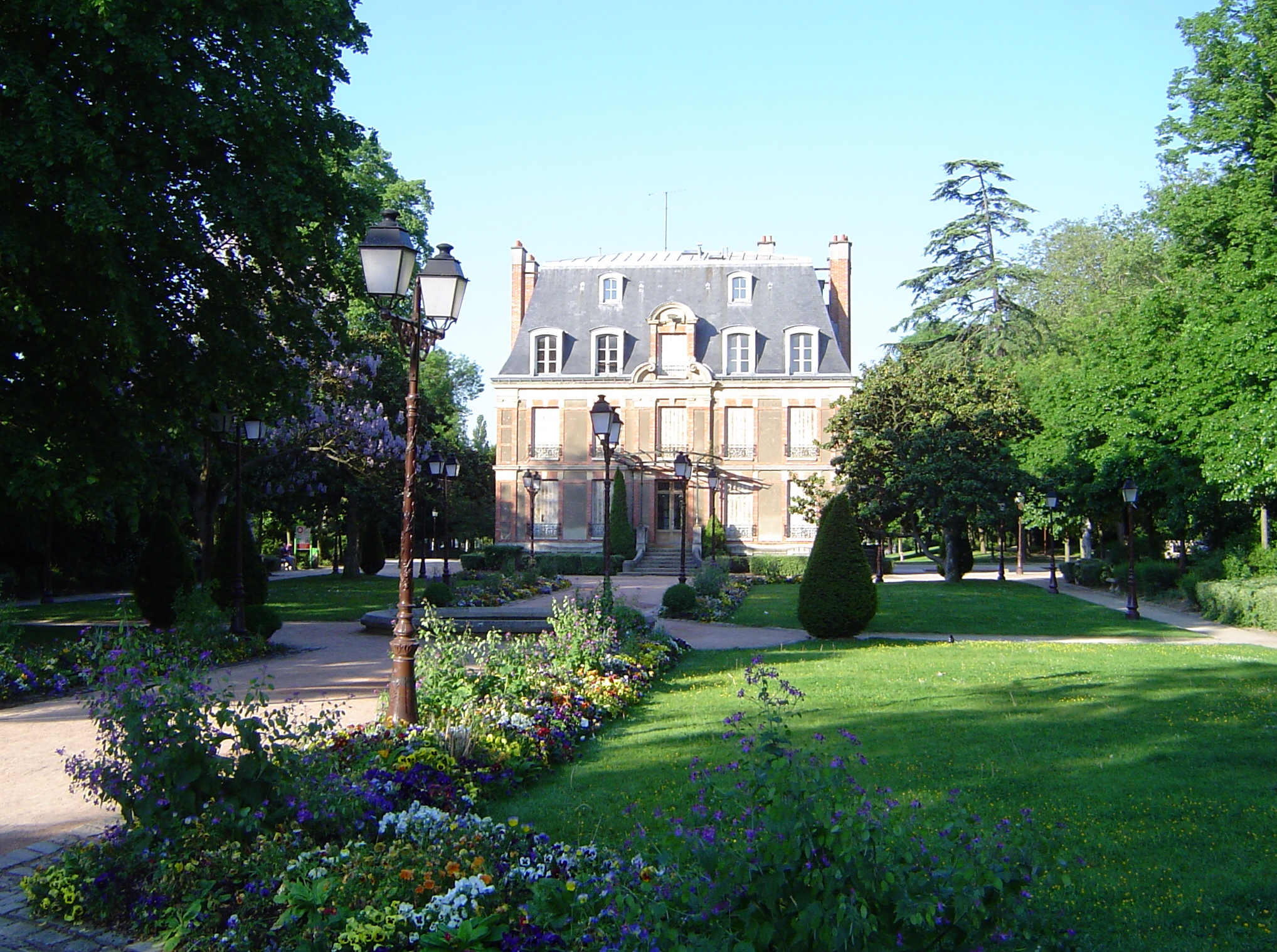
Le château Saran

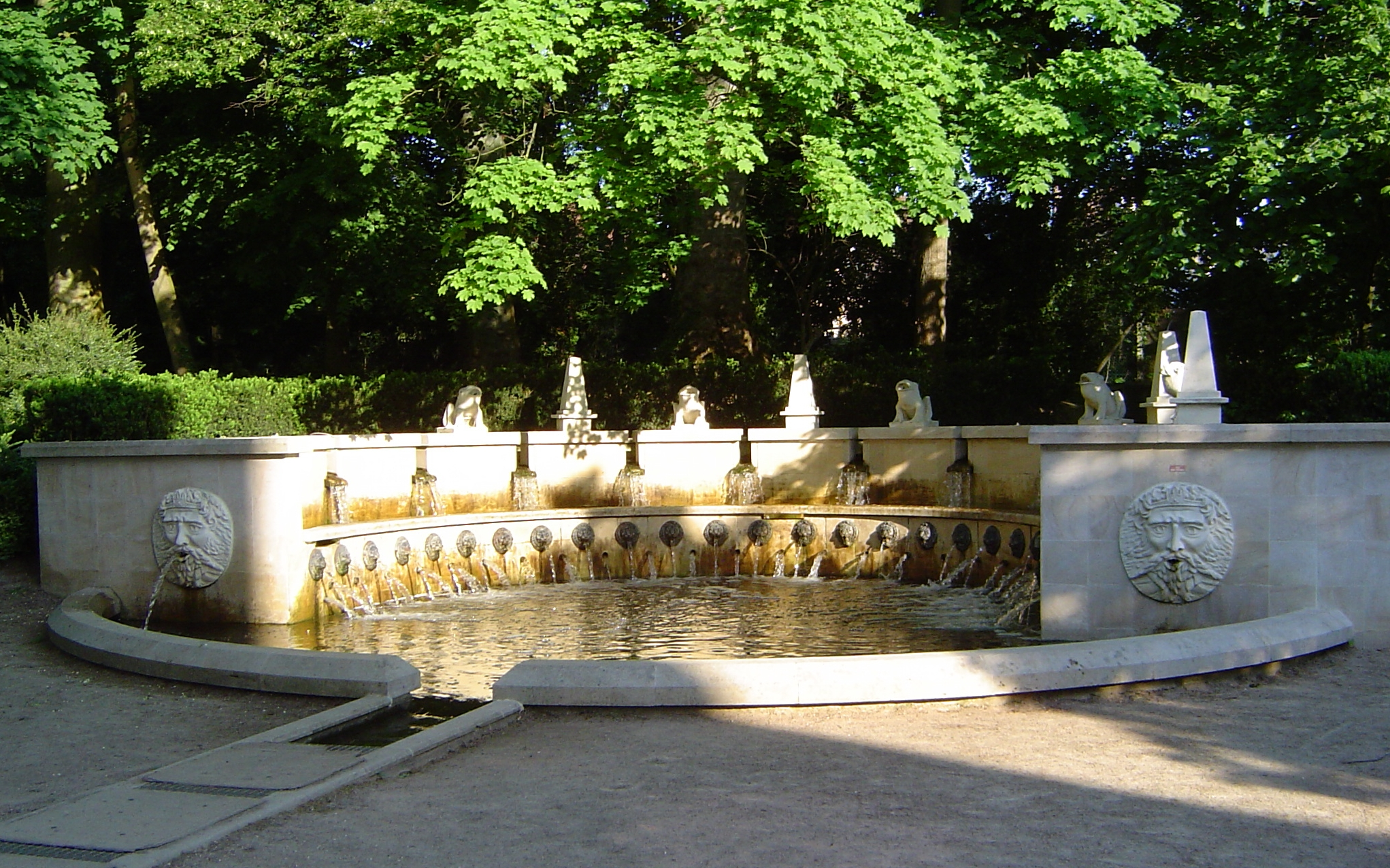
Fontaines

Le parc Heller est situé à l’emplacement de l’ancienne propriété du marquis de Castries, maréchal de France et ministre de la Marine sous Louis XVI. Celui-ci se séparera de sa demeure en 1782.
Le château est confisqué pendant la Révolution puis démoli en 1815. L’édifice actuel — le « château Saran » — est construit en 1880. La Ville en fait l’acquisition le 9 juin 1938. Après 1945, le parc prend le nom de Georges Heller, conseiller municipal communiste mort en déportation à Flossenbürg le 28 décembre 1944.
Le parc abrite la tombe de François Molé, sociétaire de la Comédie-Française au XVIIIe siècle, qui possédait une maison rurale à Antony.
Quatre statues, érigées au début des années 1990, symbolisent les saisons.
En 1994, le parc a connu un réaménagement : renouvellement des plantations boisées, rafraîchissement du sous-bois, déménagement des serres municipales. Il en est sorti plus harmonieux et empreint de romantisme.
Le parc Heller reste le lieu annuel des fêtes d’Antony du mois de juin : musiciens, sportifs du triathlon et même clowns s’y succèdent durant trois jours.

## Information pratique
Il est ouvert tous les jours de 5 h 30 à 22 h 30 sauf en cas de vents violents.

## Disposition et végétation
Point d’orgue de la visite du parc : des platanes à la stature impressionnante accompagnent la Bièvre jusqu’à ce qu’elle s’élargisse pour former l’étang du Soleil.
De nombreux autres arbres remarquables peuplent le parc :
- des chênes pédonculés,
- des magnolias,
- des micocouliers de Provence,
- des cèdres de l'Himalaya.

## Hydrographie

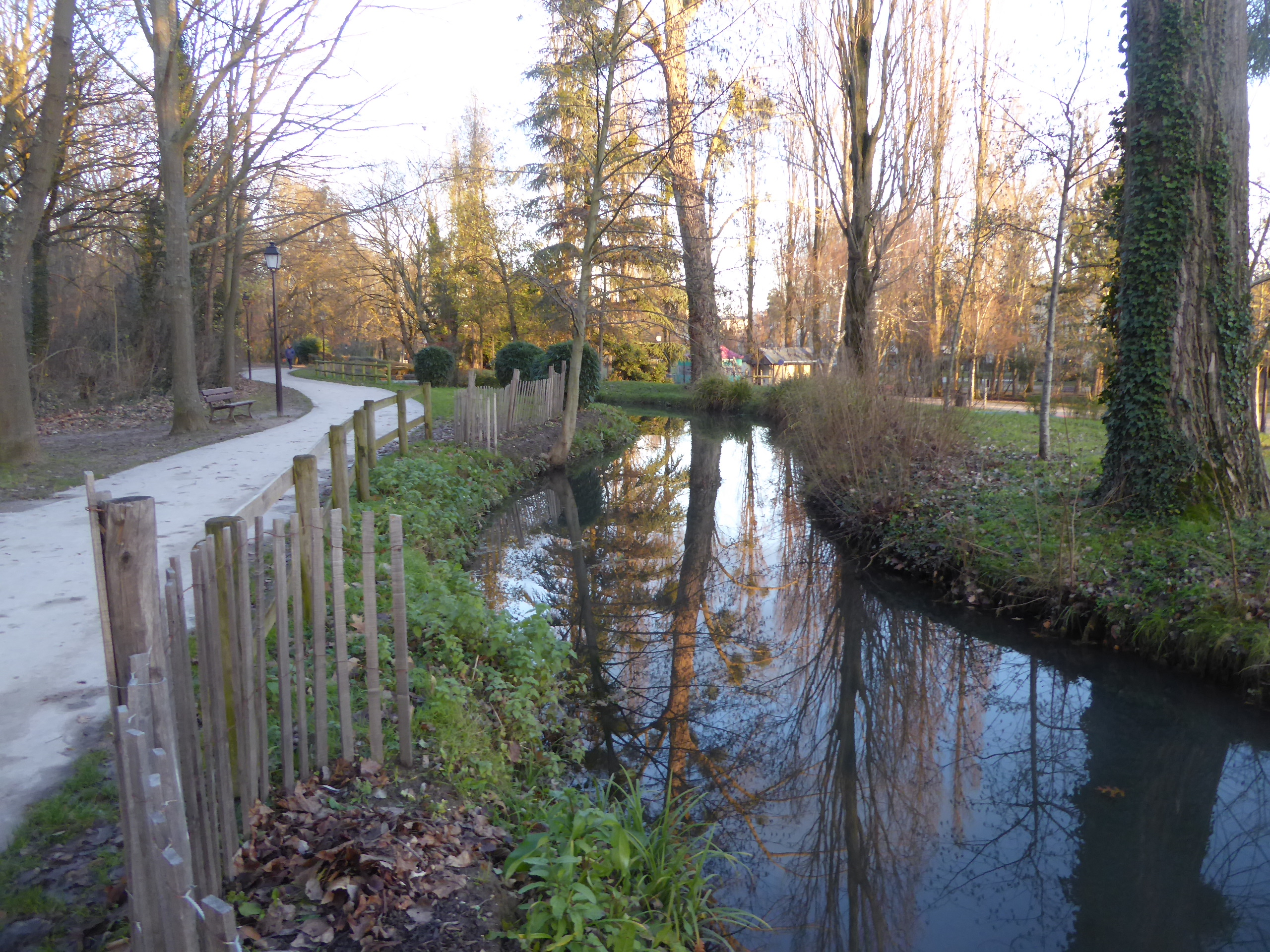
Bièvre dans le parc Heller.

Le ru des Godets parcourt le parc de son passage sous l'avenue François-Molé jusqu'à son ancien confluent avec la Bièvre où a été aménagé un petit bassin qui maintient en eau l'ancien bief du moulin d'Antony. Le courant de ce ruisseau se déverse également par une vanne dans l'étang du Soleil, plan d'eau artificiel en contrebas qui fut creusé dans les années 1940 par un antonien, M. Jean Proska.
Le site était parcouru en 1946 par deux bras de la Bièvre : 
- la Bièvre morte en contrebas dans la partie est du parc, laquelle correspond au tracé actuel de la Bièvre mise en souterrain au cours des années 1950 ;
- la Bièvre vive, ancien bras original de la Bièvre conduisant au moulin encore visible ; ce bras est actuellement alimenté par le ru des Godets et ne s'écoule cependant pas au-delà du parc;

Un projet de remise à l'air libre de la Bièvre dans le parc est à l'étude.

## Faune

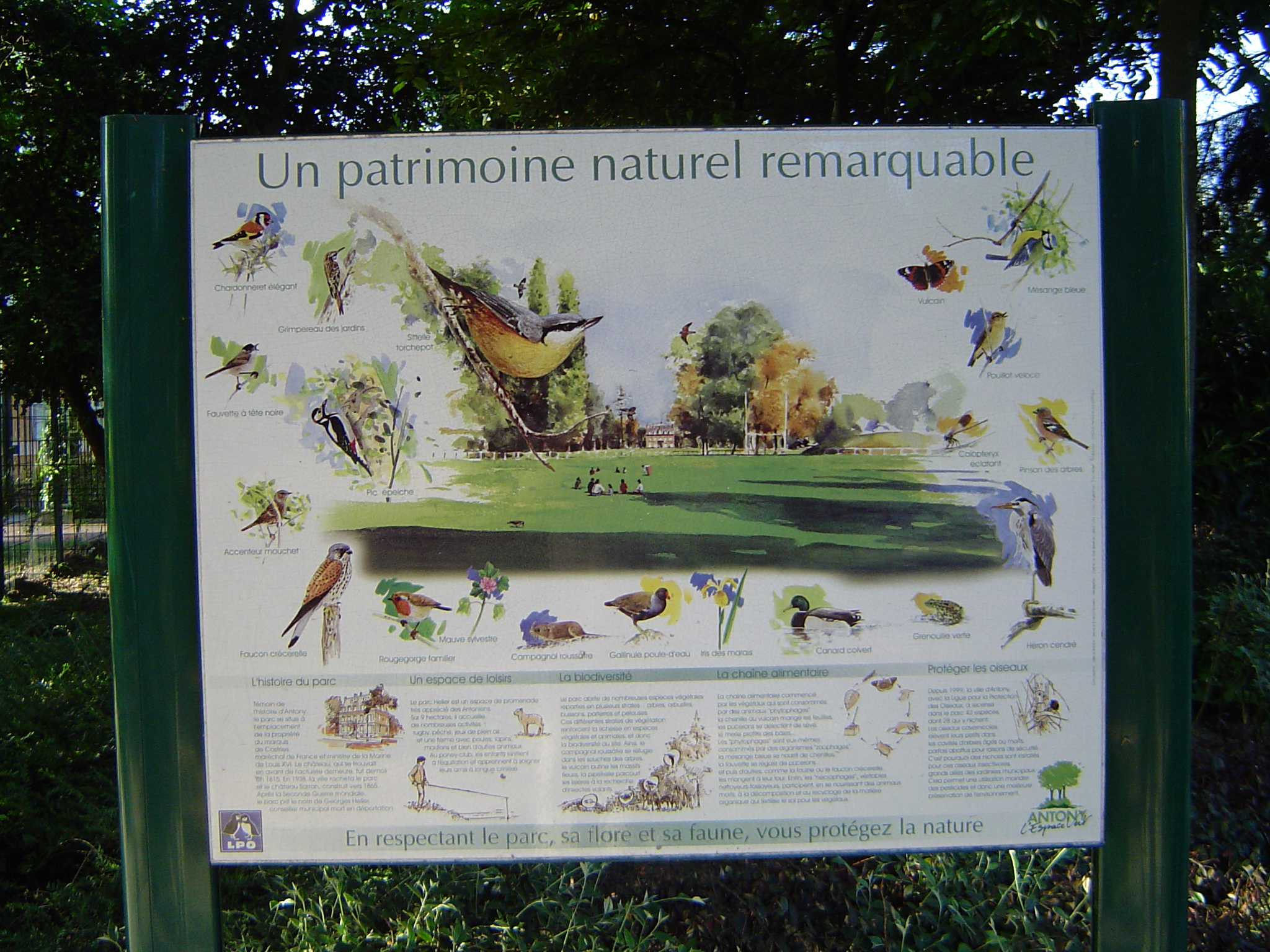
Panneau signalant l'environnement remarquable du parc.

Lors d'une analyse de la reproduction des oiseaux dans les nichoirs d’Antony, réalisée en 2002 sur trois mois, par la ville d’Antony, il a été constaté la présence de 42 espèces d’oiseaux différentes (représentant environ 400 oiseaux) dont:
- 28 espèces nicheuses (accenteur mouchet, canard colvert, chardonneret élégant, choucas des tours, étourneau sansonnet, faucon crécerelle, fauvette à tête noire, gallinule poule d’eau, geai des chênes, grimpereau des jardins, grive draine, mésange bleue et charbonnière, merle noir, moineau domestique et friquet, pic épeiche, pic vert, pigeon colombin et ramier, pinson des arbres, pouillot véloce, rougegorge familier, sittelle torchepot, troglodyte mignon, tourterelle turque, verdier d’Europe)
- 10 espèces utilisant le site comme zone d’alimentation régulière en période de reproduction mais sans y nicher (corneille noire, hirondelle de fenêtre et rustique, martinet noir, mésange à longue queue, perruche à collier, pic épeichette, pie bavarde, pigeon biset, roitelet huppé)
- 4 espèces l’utilisant comme étape lors de leur migration ou de leur dispersion postnuptiale (bouvreuil pivoine, mésange nonnette, pouillot fitis, serin cini).

Le poneyland, avec sa ferme, est un lieu privilégié du parc. Outre ses poneys et ses chevaux, on y trouve un âne, une vache et des chèvres.

## Activités
- terrains de rugby, football (sur herbe synthétique), basketball
- aire de jeux pour enfants
- air de pique-nique
- étang de pêche
- piste cyclable
- poneyclub
- ferme (vache, mouton, chèvre, âne, cochon, lapins et une petite basse-cour)[8]
- buvette
- manège
- Ping-pong